# Schijenflue
Schijenflue är en bergstopp i Schweiz.   Den ligger i kantonen Graubünden, i den östra delen av landet, 180 km öster om huvudstaden Bern. Toppen på Schijenflue är 2 627 meter över havet, eller 304 meter över den omgivande terrängen. Bredden vid basen är 5,3 km.
Terrängen runt Schijenflue är bergig åt nordost, men åt sydväst är den kuperad. Närmaste större samhälle är Klosters Serneus, 13,3 km söder om Schijenflue. 
I omgivningarna runt Schijenflue växer i huvudsak blandskog. Runt Schijenflue är det ganska glesbefolkat, med 47 invånare per kvadratkilometer.